# 米哈伊利夫卡 (米爾霍羅德區)
49°54′32″N 33°44′57″E / 49.90889°N 33.74917°E
米哈伊利夫卡（烏克蘭語：Михайлівка）是位於烏克蘭中部的村莊，由波爾塔瓦州米爾霍羅德區的霍霍萊韋市鎮負責管轄。該村距離馬良西克0.5公里，面積1.32平方公里，2001年人口625。